# 尼米茲級核動力航空母艦
尼米茲級核動力航空母艦（英語：Nimitz Class Aircraft Carrier）是美國海軍所使用的超級航空母艦，為美國海軍第二代核動力航空母艦。自1975年時正式啟用後美國一共建造了10艘同型艦。在後繼的福特級核動力航空母艦於2017年正式就役前，此級航空母艦蟬聯世界最大軍艦頭銜四十多年。装备4座升降机、4台蒸汽弹射器和4条拦阻索。舰载作战联队中的机型配备根据作战任务性质的不同也有所不同，可搭载不同用途的舰载飞机对敌方飞机、船只、潜艇和陆地目标发动攻击，并保护海上舰队。以它为核心的战斗群通常由4至6艘巡洋舰、驱逐舰、潜艇和补给舰只构成。

## 簡介
所有的尼米茲級航空母艦皆是由位於弗吉尼亚州紐波特紐斯的紐波特紐斯造船廠建造，該單位也是美國境內唯一一個有能力建造核動力艦艇的設施。相比企業號，尼米茲級搭載的核反應堆由8座減少到2座，以節省空間及成本。艦上的其他系統也作出了一定改進。根據美國國防部的簡介，尼米茲級的船員約有5000名，其中負責維持軍艦正常運作的水兵有3000至3200名，飛行大隊1500名，其他工作人員500名。
尼米茲號是这个级别的航空母舰中的第一艘，它於1966年7月1日获得建造经费，1975年启用，布希號是其第十艘和最后一艘，它已于2008年完工。它同时也是一艘向一个新的级别（福特級航空母艦）过渡的艦種，福特級自2009年起開始建造。尼米茲級的前三艘船（尼米茲号、艾森豪威尔號、卡爾文森號）和后来的五艘（从羅斯福號开始）的規格略有不同，因此也有人将五艘称为羅斯福级核动力航空母舰。不过，美国海军官方構型並不做区别，一律稱呼為尼米茲級。
1998年，尼米茲号成為第一艘在服役多年後回廠添加推进用核原料的航空母舰，整個过程一共用了33个月。核反应爐加一次燃料可運作約25年。換言之，在50年的設計壽命期內，只需進行一次中期大修。根據美國海軍最新規劃，該艦將於2027年除役。這標誌著尼米茲級航空母艦將開始退役。

## 同級艦

尼米茲級艦隻在美國航空母艦群中所佔的比例

| 舰名                                         | 弦號   | 造船廠           | 龍骨 安放 时间  | 下水 时间       | 开始 服役 时間  | 換料 大修 時間 | 退役 时间  | 舰徽 | 母港                                  | 所屬艦隊           | 圖片 | 现况                                                        |
| -------------------------------------------- | ------ | ---------------- | --------------- | --------------- | --------------- | -------------- | ---------- | ---- | ------------------------------------- | ------------------ | ---- | ----------------------------------------------------------- |
| 尼米茲號 （USS Nimitz）                      | CVN-68 | 紐波特紐斯造船廠 | 1968年 6月22日  | 1972年 5月13日  | 1975年 5月3日   | 1998-2001      | 預計2027年 |      | 华盛顿州布雷默顿 基察普海军基地       | 太平洋艦隊第三艦隊 |      | 服役中(截至2024年，於2001年完成RCOH) 將於2027年除役         |
| 懷特·D·艾森豪號 （USS Dwight D. Eisenhower） | CVN-69 | 紐波特紐斯造船廠 | 1970年 8月15日  | 1975年 10月11日 | 1977年 10月18日 | 2001-2005      | 預計2029年 |      | 弗吉尼亚州諾福克 诺福克海军基地       | 大西洋艦隊         |      | 服役中(截至2024年，於2005年完成RCOH) 預計該艦將服役至2029年 |
| 卡爾文森號 （USS Carl Vinson）               | CVN-70 | 紐波特紐斯造船廠 | 1975年 10月11日 | 1980年 3月15日  | 1982年 3月13日  | 2005-2009      |            |      | 加利福尼亞州聖地牙哥 聖地牙哥海軍基地 | 太平洋艦隊第三艦隊 |      | 服役中(截至2024年，於2009年完成RCOH)                        |
| 西奧多·羅斯福號 （USS Theodore Roosevelt）   | CVN-71 | 紐波特紐斯造船廠 | 1981年 10月31日 | 1984年 10月27日 | 1986年 10月25日 | 2009-2013      |            |      | 加利福尼亞州聖地牙哥 聖地牙哥海軍基地 | 太平洋艦隊第三艦隊 |      | 服役中(截至2024年，於2013年完成RCOH)                        |
| 亞伯拉罕·林肯號 （USS Abraham Lincoln）      | CVN-72 | 紐波特紐斯造船廠 | 1984年 11月3日  | 1988年 2月13日  | 1989年 11月11日 | 2013-2017      |            |      | 加利福尼亞州聖地牙哥 聖地牙哥海軍基地 | 太平洋艦隊第三艦隊 |      | 服役中(截至2024年，於2017年完成RCOH)                        |
| 喬治·華盛頓號 （USS George Washington）      | CVN-73 | 紐波特紐斯造船廠 | 1986年 8月25日  | 1990年 7月21日  | 1992年 7月4日   | 2017-2023      |            |      | 日本橫須賀市 橫須賀海軍設施           | 太平洋艦隊第七艦隊 |      | 服役中(截至2024年，於2023年完成RCOH)                        |
| 約翰·C·史坦尼斯號 （USS John C. Stennis）    | CVN-74 | 紐波特紐斯造船廠 | 1991年 3月13日  | 1993年 11月11日 | 1995年 12月9日  | 2021-          |            |      | 弗吉尼亚州諾福克 诺福克海军基地       | 大西洋艦隊         |      | 正在乾船塢進行中期換料大修RCOH                              |
| 哈瑞·S·杜魯門號 （USS Harry S. Truman）      | CVN-75 | 紐波特紐斯造船廠 | 1993年 11月29日 | 1996年 9月7日   | 1998年 7月25日  |                |            |      | 弗吉尼亚州諾福克 诺福克海军基地       | 大西洋艦隊         |      | 服役中(截至2024年)                                          |
| 隆納·雷根號 （USS Ronald Reagan）            | CVN-76 | 紐波特紐斯造船廠 | 1998年 2月12日  | 2001年 3月4日   | 2003年 7月12日  |                |            |      | 华盛顿州布雷默顿 基察普海军基地       | 太平洋艦隊第三艦隊 |      | 服役中(截至2024年)                                          |
| 喬治·H·W·布希號 （USS George H.W. Bush）     | CVN-77 | 紐波特紐斯造船廠 | 2003年 9月6日   | 2006年 10月9日  | 2009年 1月10日  |                |            |      | 弗吉尼亚州諾福克 诺福克海军基地       | 歐洲第六艦隊       |      | 服役中(截至2024年)                                          |

## 流行文化
- 決勝時刻：現代戰爭3：2011年發行的电子游戏，在第一章中，有一艘尼米茲級核動力航空母艦被俄軍擊毀半沉沒在紐約[5]。
- 戰地風雲4：2013年發行的电子游戏，劇情戰役中一艘虛構尼米茲級核動力航空母艦「泰坦號」於西沙群島遭中國人民解放軍擊沉。
- 新世紀福音戰士 ：1995年開播的日本动画作品，在劇情中联合国海军的太平洋舰队有配備尼米茲級核動力航空母艦[6]。
- 绝密飞行：一部2005年時上映的美國軍事科幻動作片。在電影中虛構的F/A-37 Talon（猛禽之爪）戰機及EDI（Extreme Deep Invader，極深侵略者）無人戰鬥航空載具是在尼米茲級核動力航空母艦起降。
- 超級戰艦：一部2012年時上映的美國科幻电影。在電影中參與環太平洋軍事演習的美國太平洋艦隊司令提倫斯·夏恩上將所乘搭軍艦即為尼米茲級核動力航空母艦，電影中尼米茲級核動力航空母艦派出多架F/A-18黃蜂式戰鬥攻擊機參與戰鬥。
- 环太平洋 (电影)：一部2013年美国科幻电影。在電影中尼米茲級核動力航空母艦曾運送怪兽 (特摄)的屍體[7]。
- 2009年—變形金剛：復仇之戰（Transformers: Revenge of the Fallen）：霸天虎魔君從斯比頓星降落地球時，擊沉了一艘尼米茲級核動力航空母艦[8]。
- 在電影哥吉拉 (2014年電影)、哥吉拉大戰金剛中多次登場，電影中尼米茲級核動力航空母艦派出多架F-35閃電II戰鬥機參與戰鬥。
- 自殺突擊隊 (電影)：一部2016年時上映的美國超級英雄電影。在電影中魅惑女巫（英语：Enchantress (DC Comics)）使用其創造的毀滅武器攻擊了一艘尼米茲級核動力航空母艦。
- 不可能的任務：最終清算：一部2025年時上映的美國間諜片，在電影中美國總統指派一艘尼米茲級核動力航空母艦協助不可能任務情報局（英语：Impossible Missions Force）的伊森·韓特。